# Катастрофа Ту-134 в Риеке
Катастрофа Ту-134 в Риеке — крупная авиационная катастрофа, произошедшая в воскресенье 23 мая 1971 года. Авиалайнер Ту-134А авиакомпании Aviogenex выполнял чартерный рейс JJ-130 по маршруту Лондон — Риека, но после грубой посадки в аэропорту Риеки врезался правым крылом во взлётную полосу и разрушился. Из находившихся на его борту 83 человек выжили 5 (все 4 пилота и 1 пассажир).
В истории самолётов Ту-134 это первая катастрофа с момента начала их пассажирской эксплуатации, и вторая вообще; на момент событий являлась крупнейшей авиационной катастрофой в Югославии.

## Самолёт
Ту-134А с заводским номером 1351205 и серийным 12-05 был выпущен Харьковским авиационным заводом в 1971 году. Его максимальная взлётная масса составляла 47 тонн, а максимальная посадочная масса — 43 тонны при центровке 21 %. Пассажировместимость салона составляла 76 мест. В задней части фюзеляжа были установлены два турбовентиляторных двигателя Д-30-II. После 4 испытательных полётов общей продолжительностью 9 часов, 22 апреля того же года лайнер был продан югославской авиакомпании Aviogenex, где ему присвоили бортовой номер YU-AHZ и имя Skopje, а 27 апреля выдали Сертификат лётной годности. За период работы в авиакомпании самолёт совершил 43 полёта общей продолжительностью 102 часа. За весь небольшой период (около месяца) эксплуатации по авиалайнеру не было никаких существенных замечаний и на момент катастрофы он был технически исправен.

## Экипаж
- Командир воздушного судна (КВС) — 41-летний Милош Маркичевич (сербохорв. Miloš Markićević). Опытный пилот, в Aviogenex с января 1971 года, после чего был направлен в СССР на теоретические курсы продолжительностью 2,5 месяца по управлению самолётом Ту-134А. Затем с 1 апреля по 6 мая в Белграде прошёл практический курс, после завершения которого 8 мая был назначен командиром на Ту-134А. Общий опыт работы на самолётах Ту-134А на день катастрофы составлял 87 полётов общей продолжительностью 138 часов 50 минут, в том числе 31 час 32 минуты в должности командира. Общий лётный опыт составлял 9230 полетов или 6987 часов[5][4].
- Второй пилот — 34-летний Стеван Мандич (сербохорв. Stevan Mandić). Опыт работы на самолётах Ту-134 и Ту-134А на день катастрофы 899 часов. Общий лётный опыт составлял 2563 полёта или 2400 часов[5].
- Бортмеханик-инструктор — 39-летний Иван Чавайда (сербохорв. Ivan Čavajda). В должности инструктора с 30 мая 1958 года. Общий налёт около 7500 часов, в том числе 1373 часа на Ту-134[5].
- Бортмеханик-стажёр — 45-летний Виктор Томич (сербохорв. Viktor Tomić). Налёт на самолётах Ту-134А (в ходе тренингов) 99 часов. Во время данного полёта занимал место бортмеханика[5].
- Стюардессы:
  - Алма Свобода (сербохорв. Alma Svoboda), 29 лет. Первый рейс совершила 2 мая 1970 года. Общий налёт 656 часов[5].
  - Мира Мише (сербохорв. Mira Miše), 22 года. Первый рейс совершила 15 мая 1971 года. Общий налёт 29 часов[2].
  - Мирьяна Янкович (сербохорв. Mirjana Janković), 20 лет. Первый рейс совершила 30 апреля 1971 года. Общий налёт 45 часов[2].

## Хронология событий

### Предшествующие обстоятельства
В 16:33 GMT рейс JJ-130 вылетел из Лондонского аэропорта Гатвик. На борту находились 7 членов экипажа и 76 пассажиров, из которых 4 были югославами, а 72 — британцами, преимущественно молодожёны, летевшие на остров Крк в свадебные путешествия. Полёт над Европой прошёл в нормальном режиме, хотя по маршруту экипажу пришлось проходить над грозами. Перед входом в воздушное пространство Югославии экипаж установил связь с диспетчерским центром Загреб и получил от него указания по продолжению полёта до Риеки. Через некоторое время была установлена связь с диспетчерским центром Риека. Диспетчер в Риеке передал экипажу метеорологическую и другую информацию, в том числе, предупредил о кучево-дождевых облаках над Учкой. Используя показания бортового радиолокатора, экипаж обошёл эти облака. Высота полёта была ещё слишком высока для выполнения захода на посадку по курсо-глиссадной системе, поэтому авиалайнер пролетел над аэропортом, а затем вернулся обратно на радиопрожектор Бреза. После этого командир без отклонений вошёл в глиссаду. Второй пилот при этом вёл радиопереговоры с диспетчерской вышкой, сама связь была устойчивой лишь с небольшими помехами. В посадочной конфигурации Ту-134 снижался к аэропорту, следуя при этом через плотную облачность. Когда он вышел из облаков, то было довольно темно, в основном из-за очень пасмурного неба. До этого времени полёт проходил без существенных отклонений.

### Заход на посадку
На остров Крк со стороны Адриатического моря надвигался циклон. К моменту вылета рейса 130 из Лондона в Риеке стоял туман и дул юго-западный ветер, который вскоре сменился на юго-восточный со скоростью 10 узлов. Но в 19:05 на юго-западе появились кучево-дождевые облака высотой 900 метров, а уже в 19:20 небо было полностью затянуто облаками и началась гроза. Горизонтальная видимость снизилась с 15 до 10 км, а юго-западный ветер дул со скоростью 15 узлов. По направлению к внешнему маркеру КО, что в 2—3 км от торца полосы 14, облачность повышалась до 700 метров. Зона дождя простиралась на 3 км от аэропорта к городу.
Выход самолёта из облаков как раз совпал с пролётом внешнего маркера LOM-KO. Ту-134 снижался по глиссаде при включённой прямой системе посадки с поступательной скоростью около 300 км/ч, что несколько выше указанной в РЛЭ, и при частоте вращения двигателей 86—88 %, при этом несколько уклоняясь вправо. Затем за 70 секунд до посадки в 4 километрах от торца полосы на высоте 300 метров над уровнем моря лайнер неожиданно попал в зону ливневого дождя, поэтому пилоты тут же включили стеклоочистители лобового стекла. При пролёте через дождь возникла небольшая турбулентность, при этом возникла отрицательная перегрузка в 0,2 единицы, а воздушная скорость упала на 16 км/ч. Но затем за 52 секунды до посадки авиалайнер вдруг попал в вертикальный воздушный поток, при этом его бросило вправо и вверх. Экипаж тут же попытался вернуть самолёт на глиссаду, при этом увеличив режим двигателей с 87 до 91 %. Всматриваясь сквозь дождь, командир попытался созданием правого крена вернуть самолёт на продолжение продольной оси взлётно-посадочной полосы. Также рули высоты были отклонены вниз, чтобы исправить превышение над глиссадой, при этом поступательная скорость возросла до 310 км/ч, а за 32 секунды до посадки  мощность двигателей была снижена до холостого хода.
За 18 секунд до посадки Ту-134 пролетел средний маркер, находясь при этом выше глиссады и правее продолжения оси полосы, поэтому командир принял решение уходить на второй круг, для чего увеличил мощность двигателей и потянул штурвал «на себя». К тому моменту уже были сумерки, а условия полёта переходили с визуальных на приборные. В сочетании с дождём и водой на полосе это, вероятно, привело к тому, что у экипажа создалась иллюзия о положении и высоте самолёта относительно полосы, в том числе, и что расстояние до неё гораздо больше. Всего через три секунды после прерывания захода на посадку командир отменяет своё решение, поэтому двигатели переводят в режим холостого хода, а штурвал отклонён «от себя». Также была предпринята попытка исправить курс самолёта вправо. Из-за снижения мощности двигателей и сильного отклонения рулей высоты вниз, вертикальная скорость значительно возросла, но из-за погодных явлений экипажу казалось, что они гораздо выше над полосой и дальше от неё, чем на самом деле.

### Катастрофа

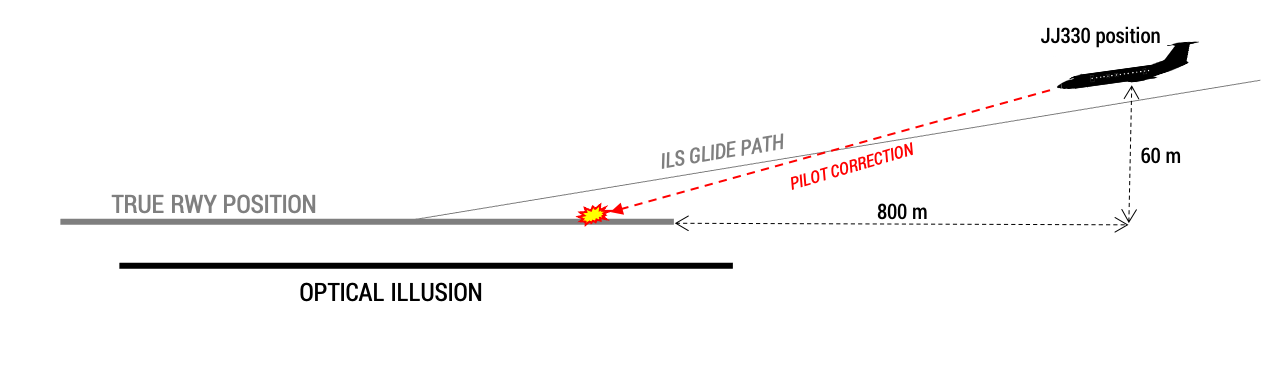
Оптическая иллюзия (вид сбоку). Чёрным показана полоса, как её видит экипаж. Серым — реальное положение полосы

В 19:55 с поступательной скоростью 260 км/ч авиалайнер коснулся полосы в 150 метрах от её начального торца. Из-за высокой вертикальной скорости, касание произошло с вертикальной перегрузкой 4,15 единиц и боковой перегрузкой справа в 1,46 единиц. Первое касание произошло правой стойкой шасси, которая ударила в лонжерон мотогондолы с силой около 70 тонн и проломила его. В 200 метрах от начального торца полосы правая плоскость врезалась в бетон полосы и начала разрушаться. Вытекающий из повреждённых топливных баков авиакеросин тут же воспламенился от искр, вылетающих из-под трущихся о бетон закрылков. Пожар сразу активировал автоматическую противопожарную систему, которая в свою очередь активировала противопожарные установки в обоих двигателях и ВСУ, а также отключила электропитание от основного генератора и заглушила вентиляцию генераторов.
Самолёт на скорости около 200 км/ч начал переворачиваться, при этом уклоняясь вправо, после чего вылетел с полосы. В процессе переворачивания разрушился правый двигатель, потом правый стабилизатор, а затем от боковой нагрузки отделился киль. Также отделился хвостовой конус, при этом разорвав провода, шедшие от батареи для резервного питания и аварийного освещения салона, в результате чего на самолёте сразу потух весь свет. Промчавшись «на спине» около 350 метров, авиалайнер остановился.

### Спасательные работы
Лётный экипаж попытался открыть дверь из кабины в салон, но из-за деформации фюзеляжа в верхней части дверь заклинило. Тогда оба пилота и оба бортинженера выбрались из кабины наружу через неповреждённое окно второго пилота и попытались открыть переднюю выходную дверь с правой стороны. Однако та не поддавалась. Тем временем, в течение 2 минут с момента катастрофы к месту прибыл расчёт пожарной службы аэропорта. К этому моменту возник сильный пожар на левой плоскости и послабее в хвостовой части, у правого двигателя и остатков правой плоскости. Пожарная команда в течение минуты внешне ликвидировала возгорание в хвостовой части и у правой плоскости, а к 5-й минуте с момента остановки самолёта внешне пожар вокруг самолёта был потушен.
Однако к тому моменту всё виднее был пожар внутри фюзеляжа. Густой дым выходил из хвостовой части, а также из отверстий в фюзеляже, когда спасатели пытались прорубить выходы. Через 8 минут с момента остановки на правой и левых плоскостях вновь вспыхнул огонь. На 10-й минуте огонь уже охватил значительную часть салона и центроплана, продолжая усиливаться, что вынудило пожарных и участников спасения отойти на безопасное расстояние, а ещё примерно через 10 минут пожар добрался до кислородного оборудования в передней части самолёта, в результате чего произошёл взрыв, уничтоживший переднюю часть фюзеляжа.
Из всех находящихся в салоне самолёта выжил лишь один пассажир, который выбрался через пролом в заднем багажном отделении. Все остальные 75 пассажиров и 3 стюардессы погибли. Это была первая катастрофа в истории пассажирской эксплуатации Ту-134. Также на момент событий являлась крупнейшей авиационной катастрофой в Югославии и на нынешней территории Хорватии (с 1976 года, после столкновения двух самолётов в районе Загреба, вторая).

## Расследование
На месте катастрофы довольно скоро были найдены бортовые самописцы МРСП-12, которые 24 мая были вскрыты и обнаружены залитыми водой, но магнитные ленты в них при этом не пострадали.

### Медицинская и патологическая и экспертиза
Все 78 тел были найдены обугленными, из них опознали 70 пассажиров и 3 стюардесс. Ни один из погибших не получил травматических повреждений. В течение нескольких минут люди потеряли сознание из-за отравления угарным газом, а затем погибли от отравления и воздействия огня. 30 % пассажиров при этом остались висеть вверх ногами в креслах, прикреплённые к ним ремнями безопасности, остальные пытались найти выход в передней или задней частях самолёта. Все три стюардессы были найдены в передней части салона. В среднем температура во время пожара была от 660° до 1000 °C.

### Аспекты выживания
Авиалайнер остановился в перевёрнутом положении справа от полосы близ терминала и хвостом к направлению посадки. Лётный экипаж попытался открыть дверь в салон, но не смог этого сделать из-за заклинивания двери в верхней части. Также в момент остановки салон начал наполняться густым дымом. В течение первых 3—5 минут члены экипажа и другие участники пытались спасти пассажиров, сосредоточившись на открытии основных и аварийных выходов сперва вручную, а затем с помощью топоров и переносной цепной пилы. Но лишь на 5-й минуте один из аварийных выходов был приоткрыт на 20—30 см, но к тому моменту пассажиры уже не подавали признаков жизни, а из салона валил густой дым. Попытки пропилить фюзеляж цепной пилой провалились, так как лопнула цепь.
Пока одни участники пытались открыть двери, пожарная команда аэропорта из 9 человек пыталась потушить огонь. Но сильный дождь мешал проведению работ, при этом смывая пену и порошок, использовавшиеся в тушении пожара. В результате чего огонь начал вновь разгораться, при этом раздуваемый сильным ветром и в соединении с противопожарными средствами он образовывал густой дым, который ветром направлялся от хвоста к носу, значительно замедляя проведение спасательных работ.
Ни один из четырёх аварийных выходов не был открыт. Учитывая, что салон за минуту—две наполнился густым токсичным дымом, причём 30 % пассажиров так и остались пристёгнутыми, в действиях пассажиров и стюардесс не было ясности. Так сидевшие в центре пассажиры, которые смогли отстегнуться, сразу побежали к носу и хвосту, хотя аварийные выходы расположены как раз в центральной части. Это согласуется с показаниями спасателей, заявивших о первых признаках пожара именно в центральной части самолёта. К тому же в процессе скольжения лайнера по полосе корневая часть правой плоскости нагрелась от пожара и создала много дыма, который затем полностью закрыл доступ к аварийным выходам на правой стороне.
Спасатели не смогли открыть основную пассажирскую дверь на левой стороне фюзеляжа и служебную дверь на правой стороне. Наиболее вероятно это произошло из-за блокирования дверей изнутри. Дело в том, что основная рукоять для открытия двери является также и рукояткой блокировки. Разница в том, что для открытия двери рукоять надо повернуть вниз, а для блокировки — вверх. Когда самолёт оказался перевёрнут, для открытия двери рукоять надо было уже повернуть вверх. Но в условиях сильного задымления и охватившей салон паники, вероятно, что рукоять была ошибочно повёрнута вниз, тем самым заблокировав дверь.
Когда аварийная дверь была приоткрыта на 20—30 см, выходящий дым препятствовал проникновению в салон. Тогда бортинженер Виктор Томич проник обратно в пилотную кабину и вновь попытался открыть дверь в салон, но безуспешно. Ломка иллюминаторов из прочного пластика не принесла результатов, разве что проникающий через них воздух способствовал разгоранию огня в салоне. Наконец, разгоревшийся вновь пожар и интенсивный огонь внутри в сочетании со взрывами вынудили спасателей отойти на безопасное расстояние.

### Заключение
Выводы:
1. Экипаж был должным образом сертифицирован.
2. Самолёт был сертифицирован и обслуживался в соответствии с действующими правилами.
3. У экипажа был плановый рейс из Лондона (Англия) в Риеку (Югославия).
4. По всей Европе была нестабильная штормовая погода.
5. Радиосвязь с управлением воздушным движением сохранялась всё время и была хорошей, за исключением небольших помех из-за дождя
6. Служба управлением воздушным движением передала всю предоставила всю необходимую информацию, включая метеосводку, для подхода самолёта в аэропорт Риека.
7. В аэропорту Риека пилот начал заход по ILS с включённой прямой системой посадки.
8. В 4 километрах от торца ВПП на высоте 300 метров (над уровнем моря) самолёт попал в ливневый дождь. Экипаж немедленно активировал стеклоочистители, а во время полёта через дождь ощущалась небольшая турбулентность.
9. За 50 секунд до посадки самолёт подкинуло вверх и снесло вправо от посадочной глиссады по ILS.
10. До среднего маркера экипаж, летя сквозь дождь, прилагал усилия для выравнивания самолёта на осевой линии ВПП и сделал это.
11. Самолёт находился выше глиссады, хотя экипаж пытался уменьшить высоту отклонениями рулей высоты и снижением мощности.
12. На заключительном участке захода на посадку произошло снижение скорости и увеличение угла снижения.
13. Было установлено, что во время подхода в сильный дождь и в связи с преломлением света у пилотов возник оптический обман, что они ближе к полосе и выше, чем на самом деле.
14. Самолёт приземлился на взлётно-посадочную полосу со скоростью 260 км/ч.
15. В результате жёсткой посадки правая плоскость отделилась, а во время переворачивания самолёта хвостовое оперение сломалось и перекрутилось, хвостовой конус частично разрушился.
16. Из разорванной правой плоскости топливо вылилось на взлётно-посадочную полосу и тут же воспламенилось от искр, образовавшихся в результате трения закрылков о покрытие полосы.
17. После отделения правая плоскость и хвост продолжали двигаться по прямой и остановились объятые огнём на взлётно-посадочной полосе. Бортовые системы пожаротушения для тушения пожара в двигателях были активированы и предотвратили возгорание двигателей.
18. Фюзеляж с левой плоскостью, промчавшись по полосе 700 метров со скоростью более скорости 200 км/ч, перевернулся. Багаж пассажиров в это время высыпался из заднего багажного отделения. Фюзеляж с левой плоскостью занесло с полосы вправо, а когда он вылетел с полосы, то развернулся на 180° и вскоре остановился.
19. Когда самолёт остановился, четырём членам экипажа удалось покинуть его, воспользовавшись окном кабины, а один пассажир выбрался через отверстие в задней части фюзеляжа.
20. Пожарная команда и другие участники спасения прибыли к месту происшествия через минуту после того, как самолёт остановился.
21. Спасательная команда и выжившие члены экипажа сосредоточили свои усилия, чтобы открыть основные и аварийные выходы и распилить фюзеляж цепной пилой. Но в связи с пространственным положением воздушного судна и многих других обстоятельств, описанных выше, им не удалось этого сделать.
22. Противопожарная команда состояла из 9 пожарных, выживших членов экипажа и других лиц. Тем не менее, самолёт и пассажиры сгорели в огне.

Вероятной причиной катастрофы была названа жёсткая посадка на правую основную стойку шасси, вызванная неправильным положением шасси и наклоном полосы в 0,7 % в точке приземления. В отчёте комиссия указала, что само по себе отклонение в технике пилотирования не привело к происшествию, но с учётом обстоятельств, при которых произошла посадка, сыграла значительную роль в катастрофе. Неправильные действия со штурвалом и двигателями самолёта можно объяснить только оптическим обманом экипажа в отношении положения самолёта относительно взлётно-посадочной полосы. По мнению комиссии, к катастрофе привело случайное и непростое сочетание нескольких неблагоприятных обстоятельств.
Рекомендации:
- Проводить более эффективный контроль чартерных перевозчиков
- Изучить с пилотами возможные иллюзии, с которыми они могут столкнуться при посадке в ливневый дождь
- Увеличить программы обучения для капитанов.
- Внести некоторые изменения на этом типе самолёта
- Модернизировать программы обучения для противопожарных персоналов
- Пересмотреть метеорологические минимумы в аэропорту Риека.